# Орьенталь (комарка)

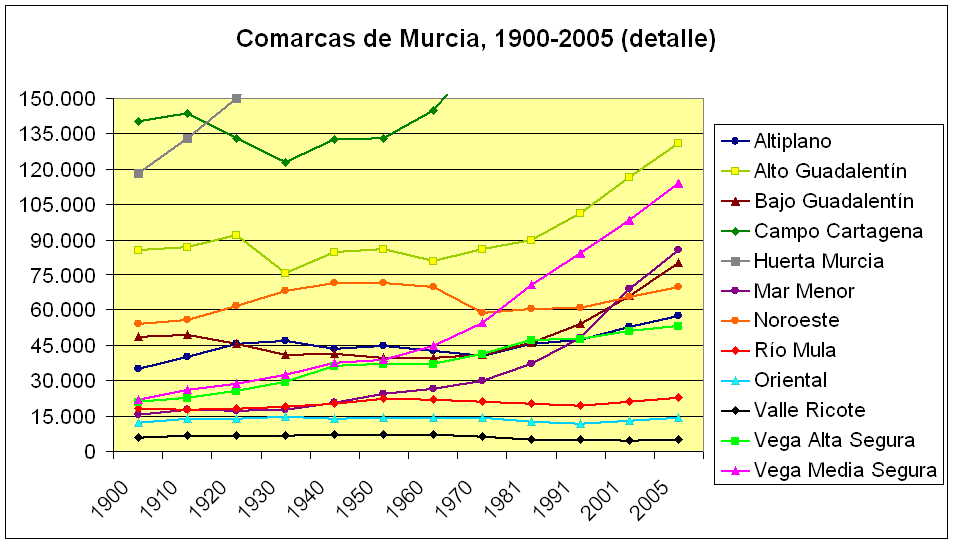

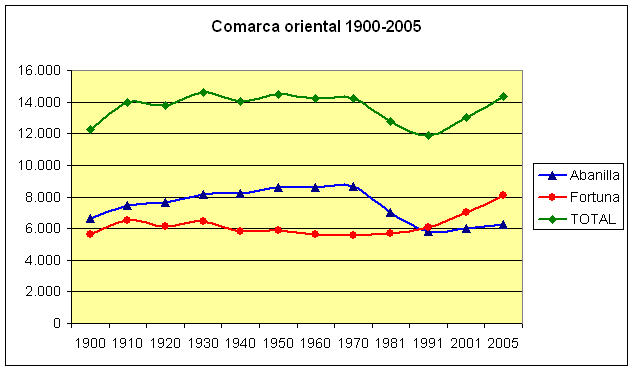

Орьенталь (исп. Oriental) — район (комарка) в Испании, входит в провинцию Мурсия в составе автономного сообщества Мурсия.
Район расположен у восточной границы провинции, где граничит с районами Виналопо-Миджа и Вега-Баха-дель-Сегура провинции Аликанте. На севере граничит с районом Альтиплано, на западе — с районами Вега-Альта-дель-Сегура и Вега-Медиа-дель-Сегура, на юге — с районом Уэрта-де-Мурсия.
Имеет площадь 385 км² и население 16 183 человека (2013).

## Муниципалитеты
1. Абанилья
2. Фортуна

1. ↑  https://www.ine.es/dynt3/inebase/index.htm?padre=525